# Fatti di Bologna dell'11 marzo 1977
I fatti di Bologna dell'11 marzo 1977 furono una serie di gravi scontri di piazza a Bologna tra studenti della sinistra extraparlamentare e le forze dell'ordine, conseguenti alla contestazione di un'assemblea di Comunione e Liberazione, durante i quali fu ucciso Francesco Lorusso, studente in Medicina e chirurgia, già militante di Lotta Continua (della quale fu membro del servizio d'ordine).

## L'assemblea di Comunione e Liberazione e le prime tensioni
Intorno alle 10:00 dell'11 marzo 1977, a Bologna, il movimento di Comunione e Liberazione (CL) indisse un'assemblea in un'aula dell'università, cui presenziarono circa 400 persone. Alcuni isolati studenti della facoltà di medicina, attivisti della sinistra extraparlamentare, tentarono di entrare nell'aula dove si svolgeva la riunione per osservarla ma, riconosciuti da alcuni dei presenti, furono respinti dal servizio d'ordine di CL. La notizia della loro cacciata si sparse rapidamente e cominciarono ad affluire alcune centinaia di studenti della sinistra extraparlamentare che, attorno all'edificio, diedero vita ad una rumorosa contestazione a base di slogan come: "Barabba libero" e "Seveso, Seveso". Gli aderenti all'assemblea si barricarono nell'aula.
Il direttore dell'Istituto di Anatomia, il prof. Luigi Cattaneo, che quella mattina si trovava al primo piano, constatata la situazione di tensione, informò di quel che succedeva il rettore Rizzoli, che chiamò le forze dell'ordine. L'appello ad intervenire fu raccolto e giunse sul luogo un notevole contingente di pubblica sicurezza (Celere), che, dopo aver più volte intimato lo sgombero pacifico senza esito positivo, effettuò una carica contro gli "assedianti" per consentire l'uscita degli "assediati".
L'intervento massiccio delle forze dell'ordine fece salire ulteriormente la tensione già elevata: si scatenò una reazione violenta della sinistra extraparlamentare.

## I primi scontri con le forze dell'ordine

Via Zamboni durante gli scontri, vista dalla parte delle forze dell'ordine

Gli scontri con le forze dell'ordine si estesero lungo l'ampia via Irnerio e si intensificarono con alcuni lanci, da parte di piccoli gruppi di dimostranti, di alcune bottiglie Molotov. Fu allora che da parte delle forze di polizia furono sparati numerosi colpi di fucile e di pistola contro i dimostranti. Il carabiniere Massimo Tramontani, da soli sei mesi in servizio in quel reparto, dopo aver visto una bottiglia molotov colpire una Fiat 127 della polizia, di propria iniziativa sparò ben 12 colpi del suo fucile Winchester calibro 7,62 al crocevia con via Bertoloni. Successivamente l'autocarro guidato dallo stesso Tramontani, fu colpito nella parte anteriore sinistra da una Molotov che incendiò la fiancata. Il carabiniere balzò a terra dalla portiera destra, lasciando il mezzo senza guida fermarsi autonomamente, estrasse la pistola d'ordinanza ed esplose 6 colpi contro un gruppo di manifestanti che fuggivano lungo via Mascarella (dove il muro mostrò successivamente i fori di una dozzina di colpi). Fu lo stesso Tramontani a raccontare tali fatti la sera stessa, in una dichiarazione spontanea rivolta al sostituto procuratore Ricciotti.
Diversi testimoni presenti alla scena, tra i quali alcuni dipendenti della Casa Editrice Zanichelli usciti in strada per osservare, riferirono di aver visto un uomo in divisa senza bandoliera esplodere contro i manifestanti in direzione di Via Mascarella una rapida successione di colpi di pistola ad altezza d'uomo, appoggiando il braccio armato su un'auto parcheggiata per meglio prendere la mira.

## L'uccisione dello studente Francesco Lorusso
Lo studente Francesco Lorusso, militante di Lotta Continua, mentre in un piccolo gruppo fuggiva lungo via Mascarella in direzione opposta agli scontri, venne colpito e ucciso. Non è certo se, mentre fuggiva, si fosse girato per guardare cosa stava succedendo alle sue spalle o se invece fosse effettivamente uno degli aggressori delle forze dell'ordine. Sta di fatto che un proiettile penetrò nella regione anteriore sinistra del torace per uscire dalla schiena, nella parte posteriore dell'emitorace destro. Riuscì a fare ancora qualche passo in direzione opposta, quindi cadde all'altezza del civico 37 di via Mascarella e morì in pochi istanti. I compagni si fermarono cercando di soccorrerlo, trascinarono il corpo verso via Belle Arti e chiesero aiuto a negozianti e passanti per il trasporto al pronto soccorso. Poliziotti, carabinieri e lo stesso Tramontani non si occuparono di verificare le conseguenze degli spari in quanto impegnati negli scontri e non notarono i fuggitivi che improvvisamente si erano fermati e chinati a terra, ma si allontanarono verso piazza VIII agosto, lasciando poi i luoghi degli scontri che intanto erano cessati. Arrivò l'ambulanza, il corpo di Lorusso venne portato all'ospedale Sant'Orsola, ma i medici non poterono che constatare la morte del giovane. La notizia venne comunicata da Radio Alice alle 13.30.
Per il mancato ritrovamento del proiettile non si poté effettuare una perizia balistica, e non si poté individuare né l'arma né il calibro della stessa. Quindi non fu possibile effettuare un collegamento balistico con le armi che avevano fatto fuoco, e il delitto restò impunito. Secondo le testimonianze di alcuni agenti di Pubblica Sicurezza in quella situazione particolare non vi erano gli estremi operativi per l'utilizzo delle armi, e uno dei testimoni affermò di aver visto il Tramontani sparare ad altezza d'uomo. Secondo il giudice però "in quel luogo era in atto una vera e propria sommossa, una guerriglia urbana ben organizzata, dato il numero degli aggressori e delle armi a loro disposizione", cosa che, nella circostanza di un'affermata mancanza di adeguata difesa da parte degli agenti, giustificava il Tramontani nell'uso del suo fucile in dotazione. Questa posizione del procuratore, secondo alcuni, sembra non tenere in considerazione la testimonianza di alcuni agenti di PS presenti in loco che dichiararono la mancanza di necessità di utilizzo delle armi in dotazione, alla luce della prassi delle operazioni di ordine pubblico e sulla base della loro esperienza. Altri agenti, al contrario, testimoniarono che a fronte dell'aggressione avvenuta anche con l'uso di bombe Molotov lanciate contro le forze dell'ordine, l'uso delle armi d'ordinanza, date le circostanze, fosse pienamente legittimo.
Furono effettuate indagini anche nei confronti di dimostranti visti armati in via Mascarella, ma non furono identificati.

## La reazione del movimento all'omicidio Lorusso

Blindato e polizia in assetto antisommossa avanzano nel centro di Bologna

La notizia della morte di uno studente del movimento si diffuse rapidamente e ne seguì l'affluire di migliaia di studenti verso l'area universitaria (piazza Verdi e via Zamboni) in un clima di incredulità, dolore e rabbia. Si discusse, la rabbia di molti portò anche al saccheggio del locale ristorante Cantunzein, vennero erette alcune barricate per impedire alla polizia di entrare nella zona universitaria e ci si apprestò per un corteo di protesta senza preavviso alle autorità. Il corteo, di 7000 persone, prese avvio alle 18 da via Zamboni, avanzando fino alla centralissima via Rizzoli. Qui diverse vetrine dei grandi negozi di lusso vennero rotte da sampietrini lanciati dai manifestanti. Fermato da violente cariche della polizia, il corteo si spezzò dividendosi in tronconi che si mossero in varie direzioni. Una parte dei manifestanti si diresse allora verso la stazione ferroviaria centrale occupandone per protesta i binari, e scontrandosi con la Polizia intervenuta a rimuovere il blocco; altre frange si mossero per il centro storico cercando di dirigersi, senza riuscirvi per gli interventi della polizia, verso le sedi di DC e PCI.
In risposta alle proteste e ai gravi disordini scoppiati in città, il ministro dell'interno Francesco Cossiga dispose l'invio di mezzi blindati nelle strade del centro di Bologna, finendo così per accentuare lo scontro politico, vista la profonda impressione suscitata nell'opinione pubblica nell'avere - nel cuore del capoluogo della "rossa" Emilia-Romagna - cingolati per il trasporto truppe che furono generalmente percepiti e descritti come "carri armati".

## Gli scontri nei giorni successivi

Blindato M113 della forze dell'ordine a presidio in via Zamboni, nella zona universitaria di Bologna

Tutte le iniziative di protesta lanciate nei giorni successivi furono duramente represse, anche attraverso l'esecuzione di numerosi arresti e fermi di polizia. Ne furono vittime, tra gli altri, anche gli animatori di Radio Alice, emittente legata al movimento studentesco e all'area dell'Autonomia Operaia, chiusa manu militari dalla Polizia durante una diretta.
Il giorno dopo l'omicidio Lorusso, 12 marzo 1977, si svolse a Roma una grande manifestazione nazionale di protesta "contro la repressione", già indetta precedentemente. Tale manifestazione, per la tensione e la rabbia accumulate nelle ore precedenti, sfociò in violentissimi scontri di piazza e gravi episodi di guerriglia urbana, caratterizzati da assalti e dal lancio di bottiglie Molotov contro banche, esercizi commerciali, ambasciate, comandi delle Forze dell'ordine e sedi della DC. Vennero segnalati anche scontri a colpi d'arma da fuoco, ma non si registrarono nuove vittime.

## La frattura tra movimento e sinistra istituzionale
I militanti del movimento studentesco e della sinistra extraparlamentare tentarono di coinvolgere nella protesta i Consigli di Fabbrica e la Camera del Lavoro ma il loro tentativo andò a monte dopo che le organizzazioni ed i partiti della sinistra storica presero duramente posizione contro la violenza attuata dai manifestanti. La frattura tra i giovani militanti e le organizzazioni storiche della sinistra si rese particolarmente evidente a seguito del forte appoggio fornito dal PCI alla manifestazione contro la violenza tenutasi a Bologna il 16 marzo successivo, organizzata dai sindacati confederali con l'adesione, tra gli altri, anche della DC, partito individuato dal movimento studentesco come responsabile politico dell'assassinio di Lorusso. Numerosi rappresentanti di partiti, sindacati e altri enti pronunciarono i loro discorsi, ma nessun rappresentante degli studenti poté prendere il microfono. Persino al fratello del ragazzo ucciso, sebbene lo avesse insistentemente richiesto, fu impedito di pronunciare sue parole dal palco. Un enorme cordone di polizia affiancata da un "servizio d'ordine" del PCI (le note squadre di lavoratori dell'AMGA schierate e preparate anche allo scontro fisico) impedì agli studenti di avvicinarsi alla piazza, e dovettero commemorare Francesco Lorusso isolati, in un corteo appartato, non autorizzato ma tollerato.
Ai primi di aprile, in risposta ai fatti di Bologna, uscì il numero 17/18 della rivista Rosso con la sua copertina provocatoriamente più famosa: una fotografia di giovani mascherati, con casco, pugni levati e spranghe e sotto il titolo del numero: Avete pagato caro… Non avete pagato tutto! La magistratura bolognese aprì un'inchiesta per istigazione a delinquere.